# Colignonia pentoptera
Colignonia pentoptera är en underblomsväxtart som beskrevs av J.E.Bohlin. Colignonia pentoptera ingår i släktet Colignonia, och familjen underblomsväxter. Inga underarter finns listade i Catalogue of Life.